# Kożuchiwka (obwód winnicki)
Kożuchiwka (ukr. Кожухівка) – wieś na Ukrainie, w obwodzie winnickim, w rejonie hajsyńskim, w hromadzie Tepłyk. W 2001 liczyła 306 mieszkańców, spośród których 301 wskazało jako ojczysty język ukraiński, 3 rosyjski, 1 białoruski, a 1 inny